# Biserica cu Cocoș din Cluj-Napoca

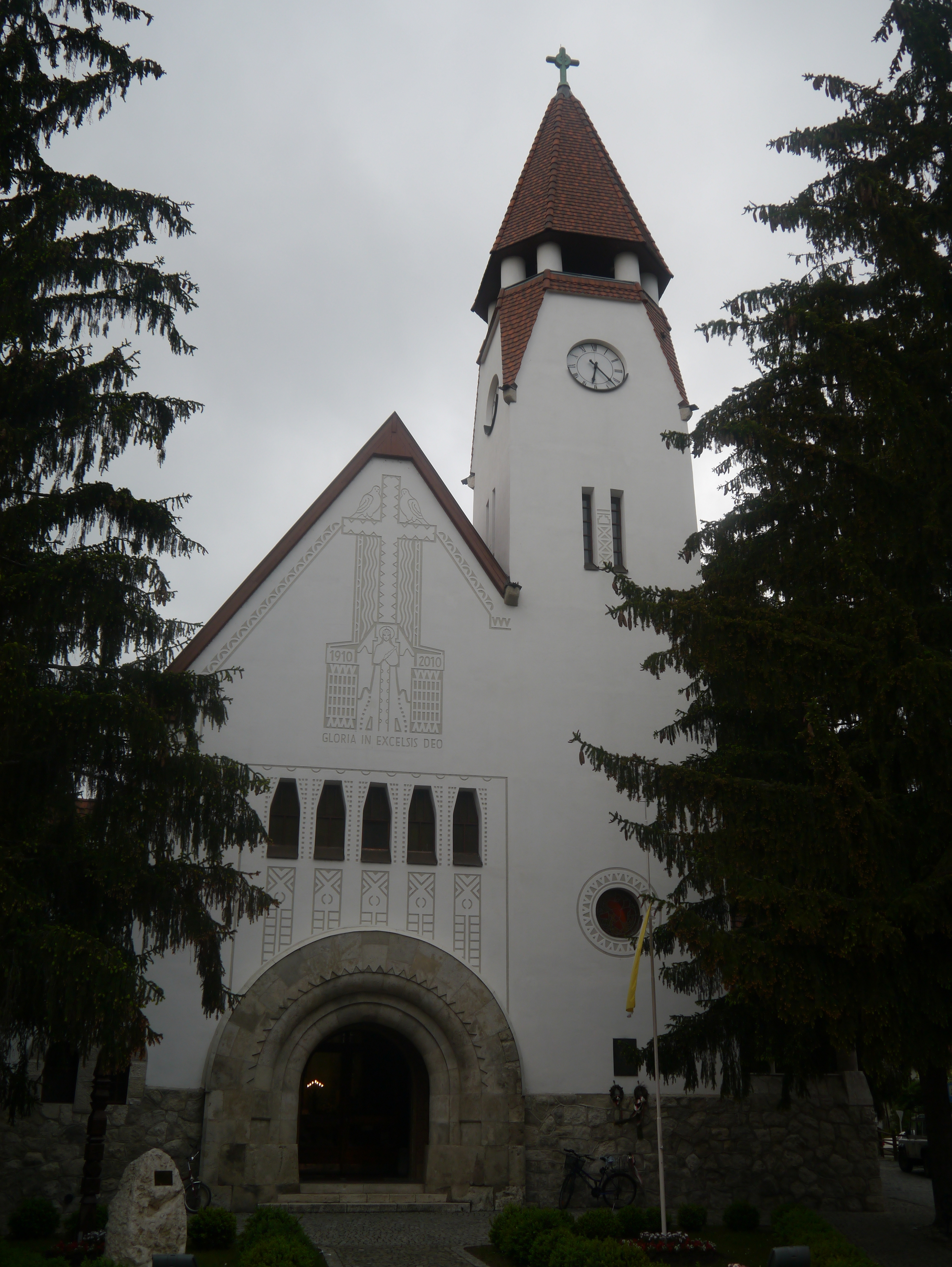
Edificiul geamăn al Bisericii cu Cocoș: biserica romano-catolică din Zebegény, realizată tot după proiectul lui Károly Kós.

Biserica Reformată cu Cocoș (în maghiară Kakasos templom) este un monument istoric și de arhitectură, operă a arhitectului Károly Kós. Edificiul a fost construit în anii 1913-1914 în stilul Secesiunii vieneze. Se află situat pe strada Moților nr. 84, în municipiul Cluj-Napoca. Turnul sudic al bisericii este decorat la vârf cu un cocoș, de la care provine și numele edificiului.

## Istoric
Până în secolul al XIX-lea pe locul actual al bisericii de astăzi se aflau terenuri virane. Familia contelui Nemes a organizat aici un loc public, care a primit numele de Grădina poporului (Népkert), iar în anii 1840 aici aveau loc spectacole de teatru în aer liber. În 1903 biserica reformată a cumpărat o mare parte din grădina Nemes pentru a ridica un lăcaș de cult. Construcția bisericii a început în 1913, iar sfințirea sa a avut loc pe 22 martie 1914. 
Planul bisericii s-a inspirat din cel al bazilicilor în stil romanic. Interiorul este decorat cu motive populare maghiare din Valea Călatei. Bolta este ornată cu casete pictate de Gergely Szántó, după desenele profesorului de artă aplicată Sándor Muhits.
Biserica este clasată ca monument istoric cu codul CJ-II-m-B-07427.

## Galerie de imagini

Biserica Reformată cu Cocoș.
Detaliu cu cocoșul din vârful turlei.